# Kasekem
Kasekem je ime za koje se smatra da ga je nosio jedan faraon 2. dinastije. Ime je vrlo slično imenu Kasekemuija, faraona za kojeg neki egiptolozi smatraju da je bio nasljednik Kasekema, a Kasekem je prema njima nasljednik Seta-Peribsena ili Sekemiba-Perenmaata. Postoji teorija da je Kasekem bilo prijašnje ime Kasekemuija. Najvjerojatnije je Kasekem samo drugo Kasekemuijevo ime. 